# Monastère de Rača
Pour les articles homonymes, voir Rača.
Le monastère de Rača (en serbe cyrillique Манастир Рача ; en serbe latin : Manastir Rača) est un monastère orthodoxe serbe situé près du village de Rača et à 7 km au sud de Bajina Bašta. En raison de sa valeur architecturale, il est inscrit sur la liste des monuments culturels de grande importance de la République de Serbie (identifiant no SK 377).
Le monastère de Rača a été fondé par le roi Stefan Dragutin (1276-1282). L'église actuelle, dédiée à la Sainte Trinité, date de 1826.

## Histoire
Pendant la période turque de l'histoire de la Serbie (XIVe siècle-début du XIXe siècle), le monastère fut réputé pour son scriptorium, qui effectuait des copies de livres religieux ; les moines copistes de Rača sont connus dans la littérature serbe sous le nom de « Račéens ».

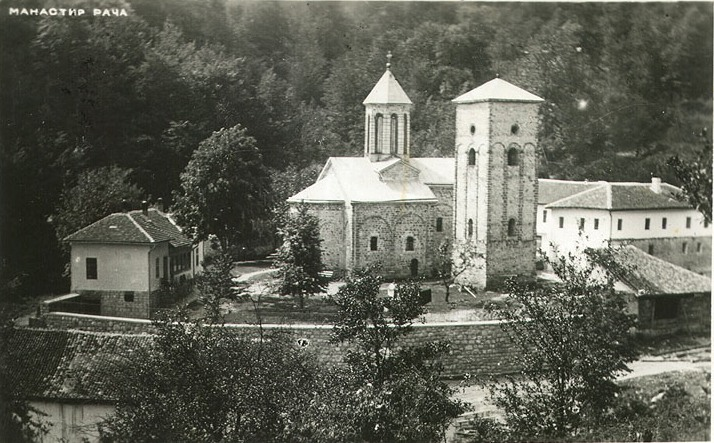
Photographie du monastère avant 1941

Pendant la guerre austro-turque de 1683-1699, de très nombreux Serbes apportèrent leur soutien aux Autrichiens en se révoltant contre les Ottomans qui étaient maîtres de leur pays. Après leur défaite à Kačanik en 1689, les Autrichiens se replièrent vers le nord ; leurs alliés serbes, victimes des représailles ottomanes, entamèrent une grande migration sous la conduite du patriarche Arsenije Čarnojević (1690). Les moines de Rača quittèrent alors le monastère. Certains d'entre eux se réfugièrent à Budapest, où ils fondèrent le monastère Saint André qui devint un des centres les plus importants de la culture serbe en Hongrie ; d'autres, s'installèrent en Syrmie dans les collines la Fruška gora, dans des monastères comme ceux de Beočin ou de Mala Remeta. Ils y perpétuèrent leur œuvre de copistes. Parmi les plus connus d'entre eux figurent Jerotej Račanin, Kiprijan Račanin et Gavril Stefanović Venclović.
Détruit par les Turcs, le monastère de Rača fut renconstruit en 1795 par Hadži Melentije Stefanović (1766-1824), abbé du monastère qui fut aussi un des chefs de la première révolte serbe contre les Turcs (1804-1813) et qui participa à la libération de la ville d'Užice. La bannière de Hadži Milentije, qui date de 1807, est encore aujourd'hui conservée au monastère.
Pendant la Seconde Guerre mondiale, le monastère de Rača abrita le célèbre Évangile de Miroslav, un manuscrit du XIIe siècle aujourd'hui conservé au Musée national de Belgrade, inscrit en 2005 sur la liste Mémoire du monde de l'UNESCO, .
Selon la tradition, le roi Pierre II de Yougoslavie y passa la nuit lorsqu'il dut quitter Belgrade en 1941. L'ancien patriarche de l'église orthodoxe serbe, Pavle, fut moine à Rača.

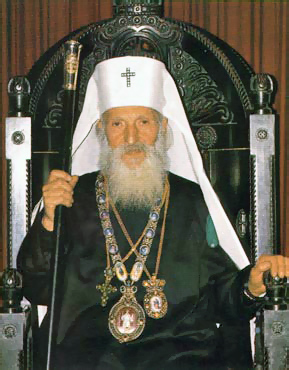
Le patriarche Pavle, qui fut moine au monastère de Rača

## Architecture

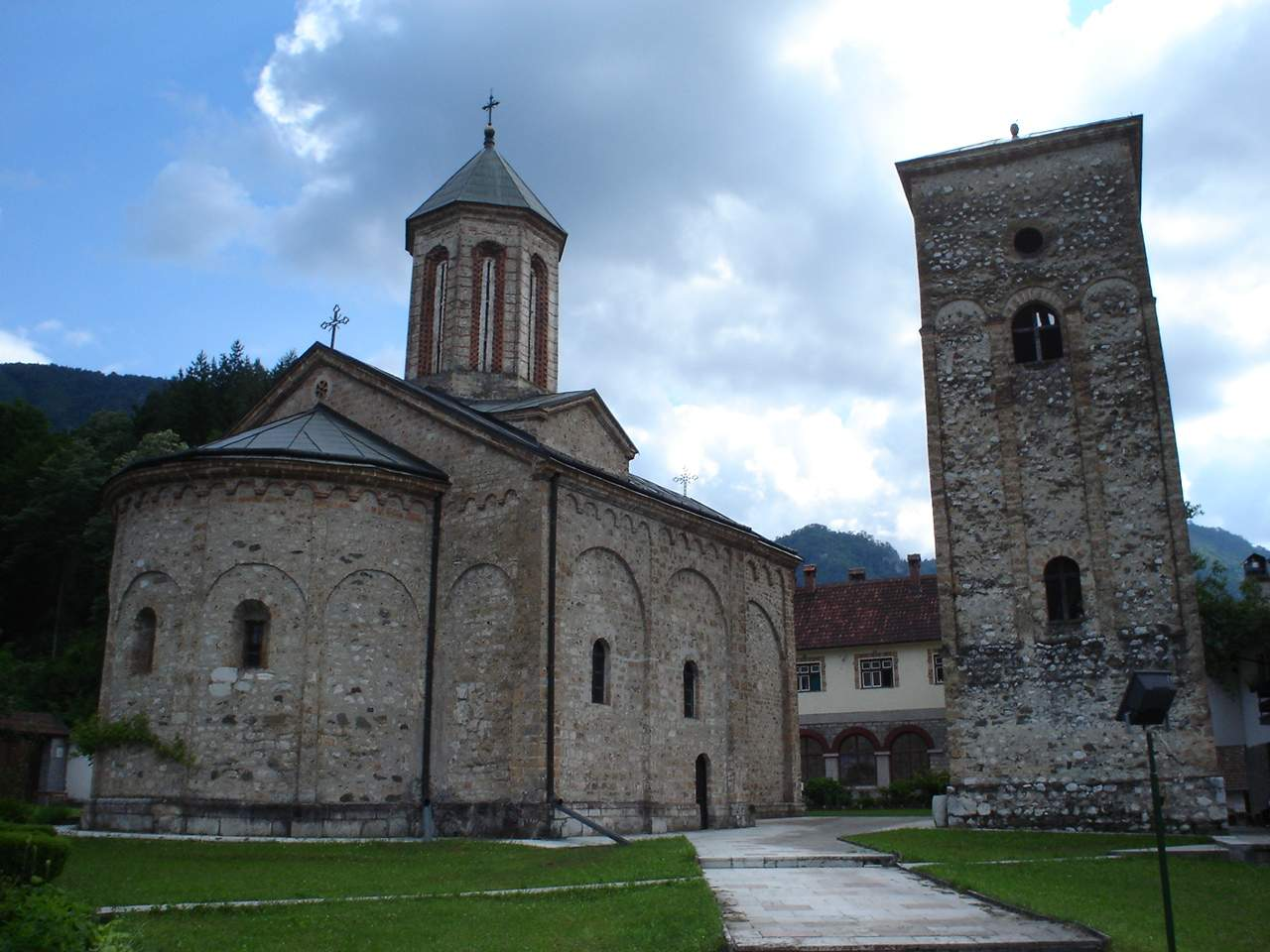
Autre vue du monastère

## Iconostase et fresques

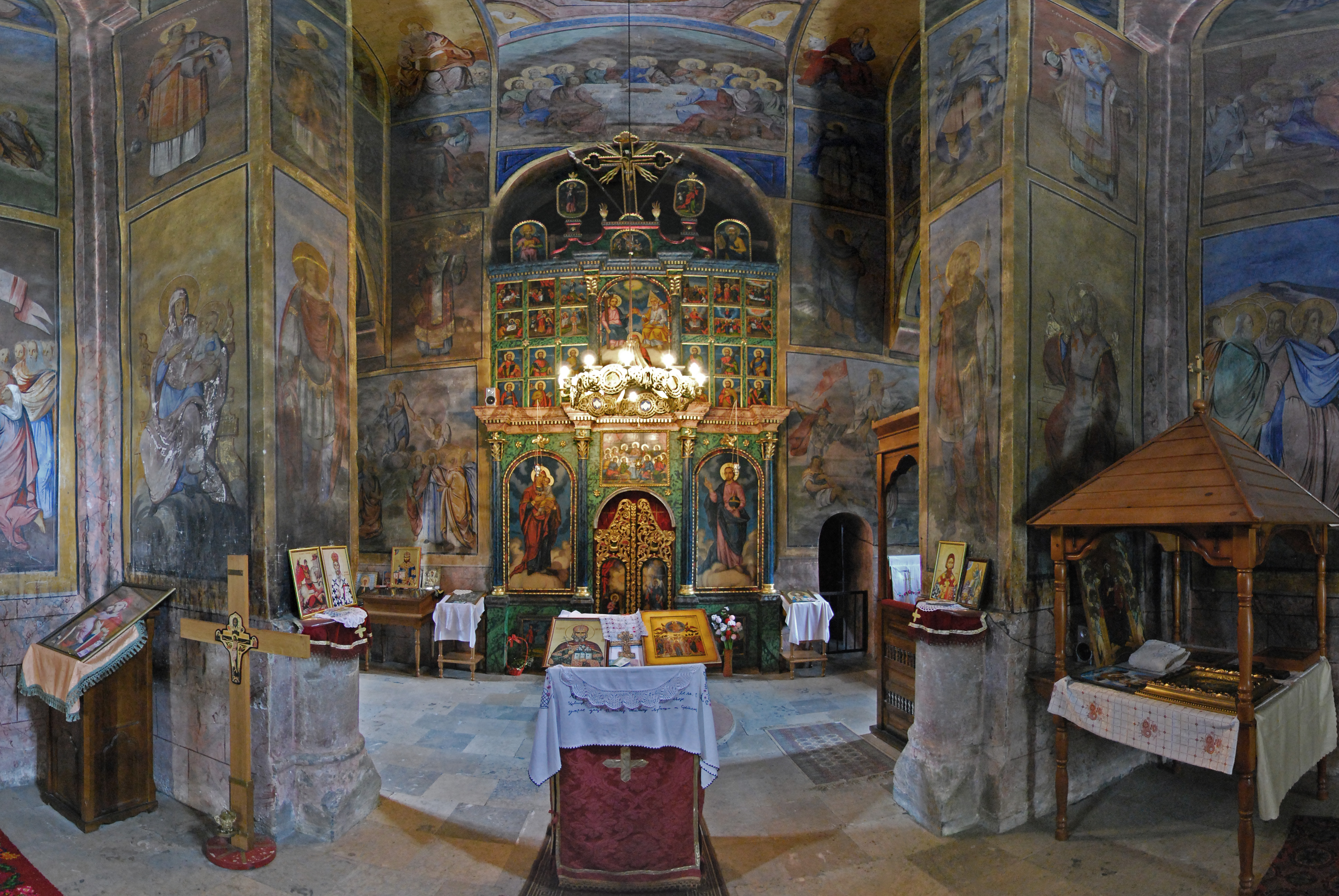
L'intérieur de l'église, avec l'iconostase

## Trésor

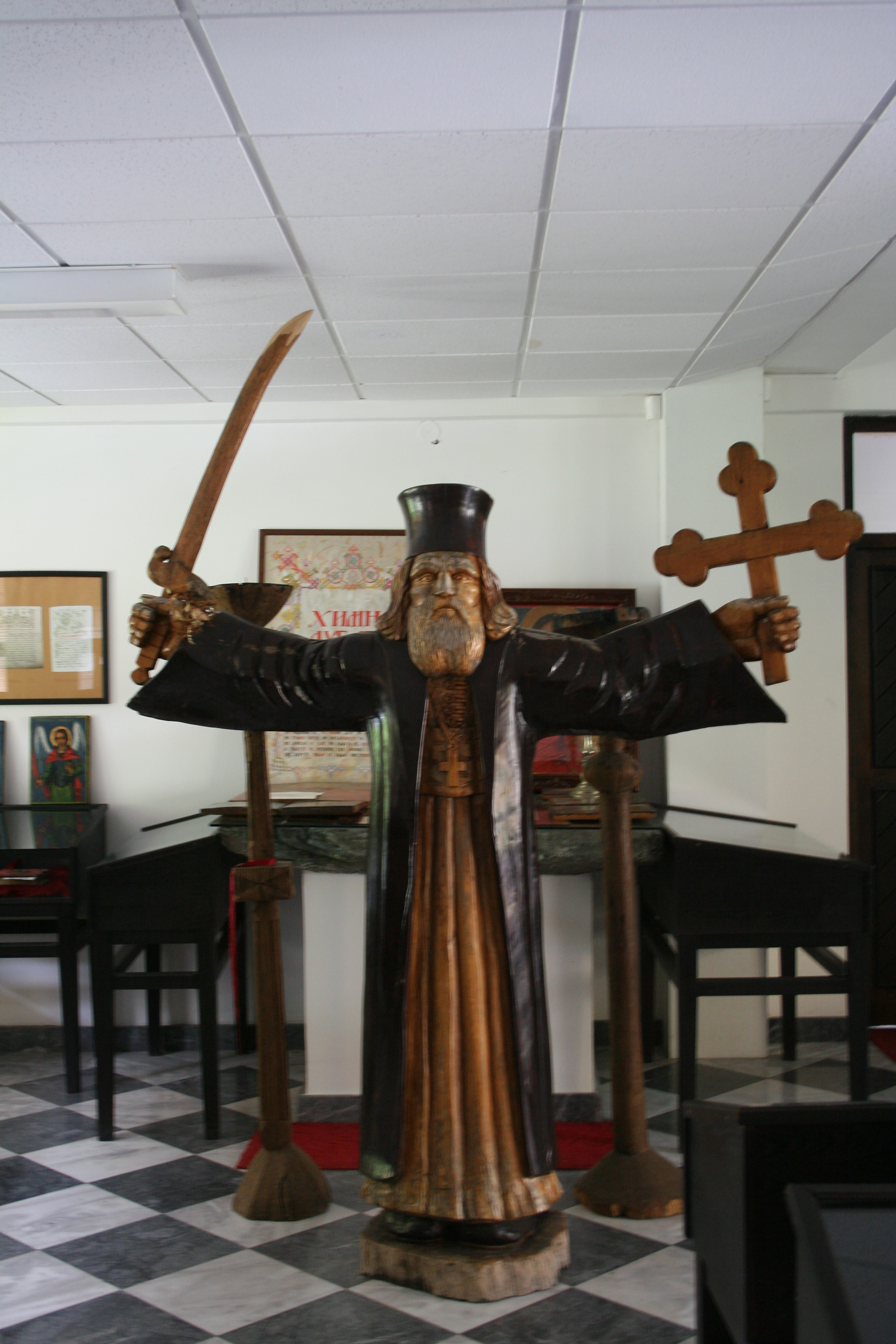
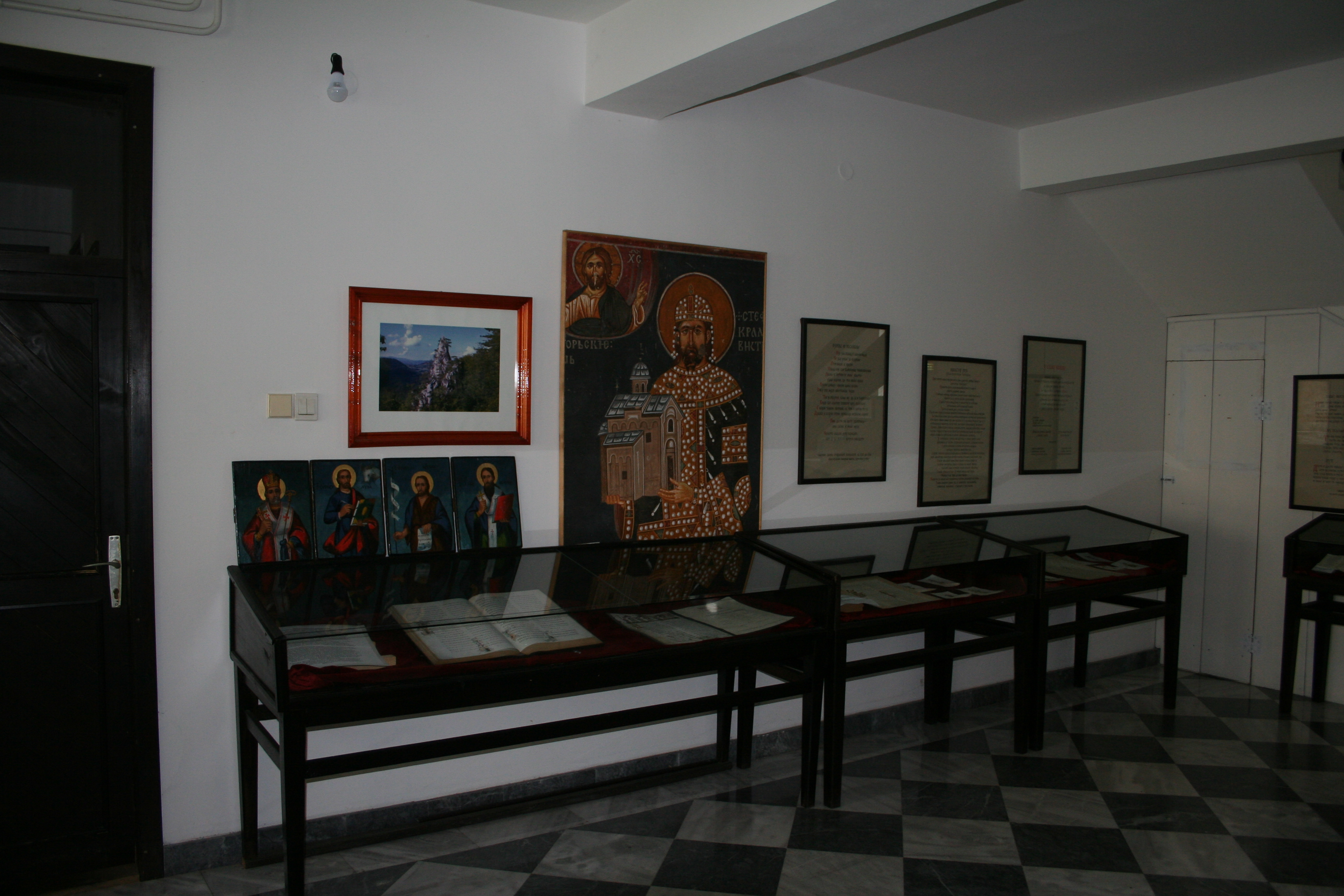
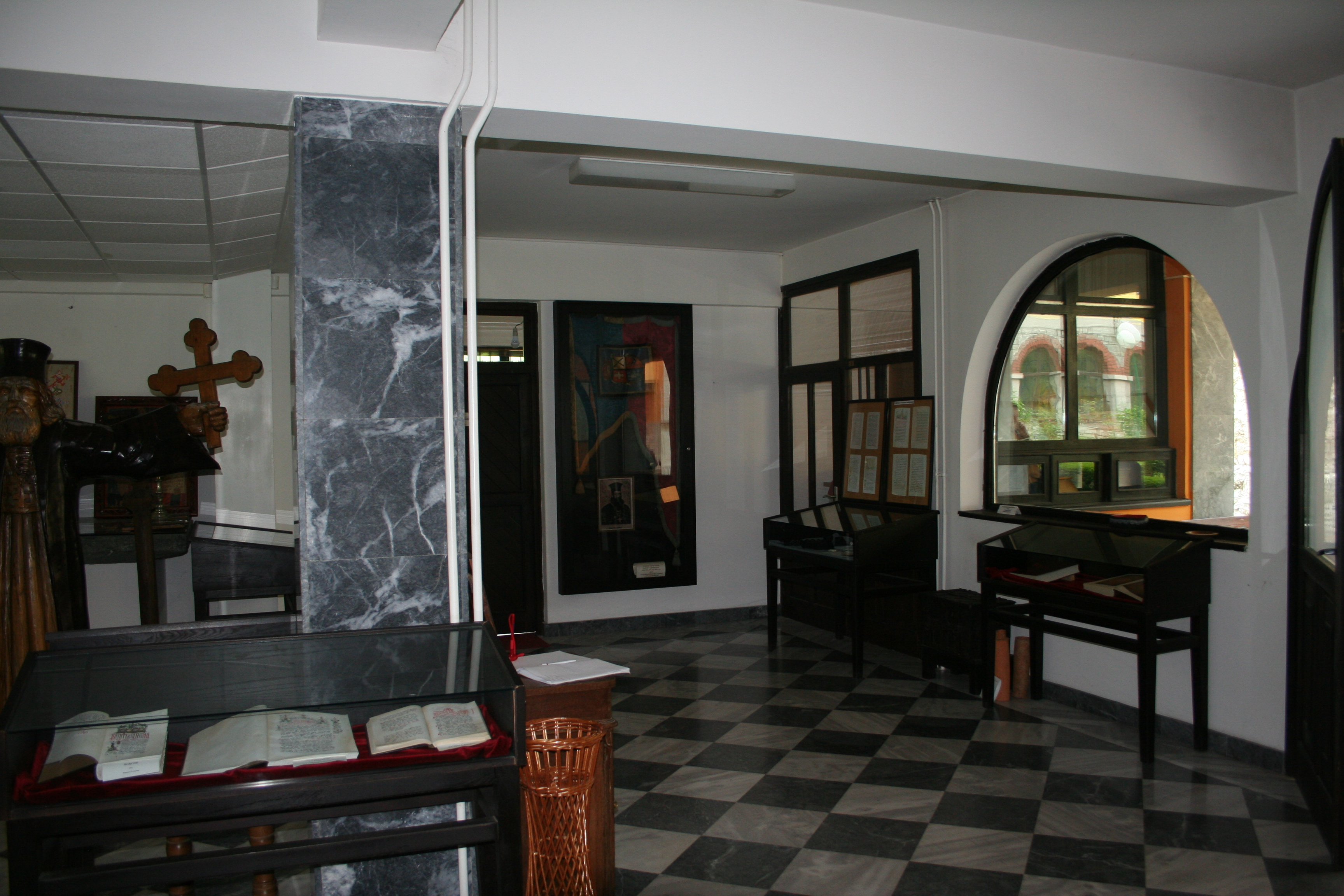